# Felipe Osorio
Felipe Osorio, (siglo XIX) fue un abogado y político peruano. Fue ministro de Justicia e Instrucción (1867-1868) y ministro interino de Relaciones Exteriores (1867).

## Biografía
Natural de Tacna, profesó el liberalismo político. Fue prefecto de Tacna. 
El 3 de junio de 1867 fue nombrado ministro de Justicia e Instrucción, formando parte del gabinete presidido por el doctor Pedro Paz Soldán. Poco después asumió interinamente el despacho de Relaciones Exteriores, por renuncia de su titular, el doctor Luis Mesones, cargo que desempeñó hasta el 9 de septiembre, cuando lo reemplazó el oficial mayor de la Cancillería, José Antonio Barrenechea. Al frente del ministerio de Justicia permaneció hasta la caída del régimen de Prado, en enero de 1868, a raíz del triunfo de la revolución conservadora encabezada por Pedro Diez Canseco y José Balta.